# Över-Morrfjärd
Över-Morrfjärd är en sjö i Söderhamns kommun i Hälsingland och ingår i Ljusnan-Skärjåns kustområde.